# Kissi (Sprache)
Kissi (oder Kisi) ist eine westatlantische Tonsprache, welche zwei Standardvarietäten hat: Nord-Kissi und Süd-Kissi.
Der nördliche Dialekt wird in Guinea und in Sierra Leone gesprochen. In seiner nördlichen Form verwendet es häufig Lehnwörter aus dem Malinke und der Sprache Mende, in letzter Zeit auch zunehmend Wörter aus dem Französischen und dem Englischen, da das Französische alleinige Amtssprache Guineas ist und Englisch als Weltsprache vor allem im technologischen Bereich eine hohe Bedeutung beigemessen wird.
Der südliche Dialekt wird in Liberia und in Sierra Leone gesprochen. Die zwei Dialekte sind bemerkenswerterweise unterschiedlich, aber eng verwandt. In Sierra Leone gibt es (Stand 2015) fast 155.000 Muttersprachler.
In Guinea sind die Hauptorte, in denen das Kissi gesprochen wird, die Städte Kissidougou und Guéckédou sowie ihre jeweiligen Präfekturen.